# تتوری دیکسون
تتوری دیکسون (انگلیسی: TeTori Dixon؛ زادهٔ ۴ اوت ۱۹۹۲) بازیکن والیبال اهل ایالات متحده آمریکا است.